# Maratshwane
Maratshwane is een dorp in het district Kweneng in Botswana. De plaats telt 305 inwoners (2011).